# Figur eines Mannes mit Löwen

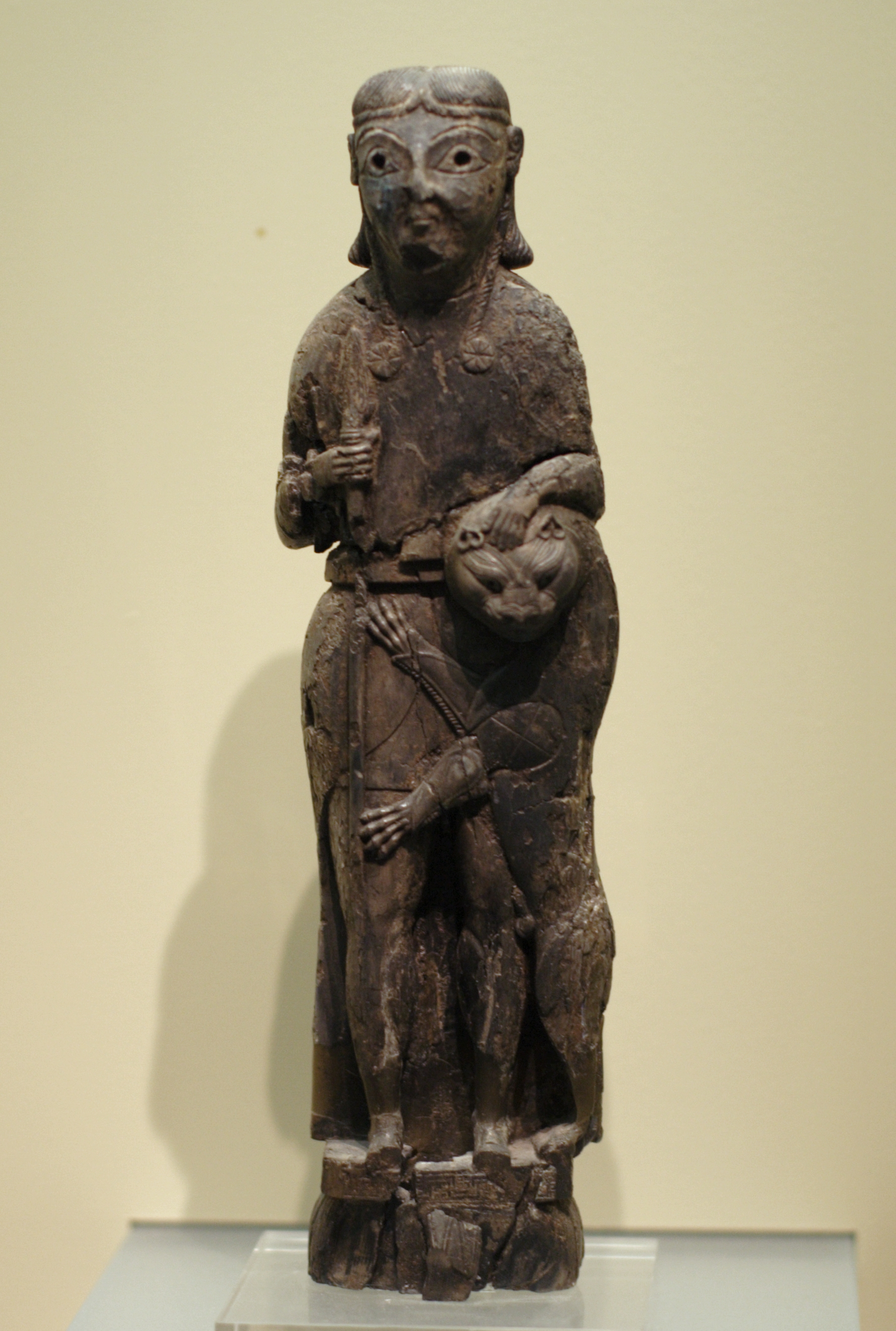
Figur eines Mannes mit Löwen

Die Figur eines Mannes mit Löwen ist eine 1939 ausgegrabene Elfenbeinfigur aus dem Heiligtum von Delphi. Die oberhalb der Füße in zwei Teile gebrochene und nicht ganz erhaltene Figur ist etwa 22,5 cm groß, wobei das große obere Fragment allein 18,5 cm erreicht. Gefunden wurde die Figur in der östlichen der zwei sogenannten favissae, Depots für heilige Gegenstände und Votivgaben, unter dem Plattenbelag der Heiligen Straße unterhalb der Stützmauer des Tempels vor der Halle der Athener. Das Depot enthielt Opfergaben, die vom 8. bis ins 5. Jahrhundert v. Chr. datiert werden. Sie wurden hier wahrscheinlich nach einer Zerstörung des Tempels um 420 v. Chr. vergraben.
Die Vorderseite der Figur ist vollplastisch ausgearbeitet. Die Rückseite ist dagegen eher flach und nur sporadisch bearbeitet. Das Elfenbein ist teilweise verbrannt, wodurch die Figur heute grau ist. Die Figur zeigt einen stehenden Mann, der seine linke Hand auf einen Löwen stützt. In der rechten Hand hält er einen Speer gegen seine Brust. Der Mann trägt zwei Gewänder, einerseits eine kurze Tunika und darüber einen weiten Umhang. Sein Haar ist mittellang und hat einen Mittelscheitel. Durch den Speer und den Umhang scheint eine Person hohen Ranges dargestellt zu sein. Möglicherweise handelt es sich um eine Darstellung des Herrn der Tiere, der ein beliebtes Motiv in der vorderasiatischen Kunst war. Doch ist auch Apollon als Inhaber des Heiligtums eng mit dem Löwen verbunden. Die Figur wird ins 7. Jahrhundert v. Chr. datiert.
Der Herstellungsort der Figur ist ebenso umstritten wie das künstlerische Umfeld, aus dem sie stammt. Lösungsvorschläge schwanken zwischen einem griechisch beeinflussten Künstler Vorderasiens, insbesondere Kleinasiens, und einem „orientalisch“ beeinflussten griechischen Künstler. Auch neuere Überlegungen gehen davon aus, dass die Arbeit aus Phrygien und somit aus dem kleinasiatischen Raum stammt. Einzuordnen ist das Werk in die orientalisierende Periode, in der zahlreiche vorderasiatische Kunstwerke nach Griechenland kamen und dort das Kunstschaffen beeinflussten.
Die Figur befindet sich heute im Archäologischen Museum Delphi (Inv. Nr. 9912).